# VIVA Plus
VIVA Plus è stato un canale televisivo di musica della Viacom con sede a Berlino. La prima trasmissione fu alle 13:00 del 7 gennaio 2002. Alle 16:00 del 14 gennaio 2007, dopo cinque anni di trasmissione, fu integrata nel canale Comedy Central Deutschland.

## Get the Clip
Il suo programma principale fu Get the Clip, un programma che, attraverso un SMS o IVR, si metteva in classifica un video scelto da una lista di 100 video musicali. In classifica venivano ordinati secondo la percentuale di preferenze e i titoli dei video erano abbinati ad una immagine che caratterizzava la band o la canzone. Dopo due settimane che il video non viene proposto, viene sostituito da altri nuovi. Più avanti, dopo le 20:00 vennero istituiti i Get the Clip monotematici: una lista di 100 video uniti dallo stesso genere musicale.